# Gondomar (Spagna)
Gondomar è un comune spagnolo di 13 841 abitanti situato nella comunità autonoma della Galizia.

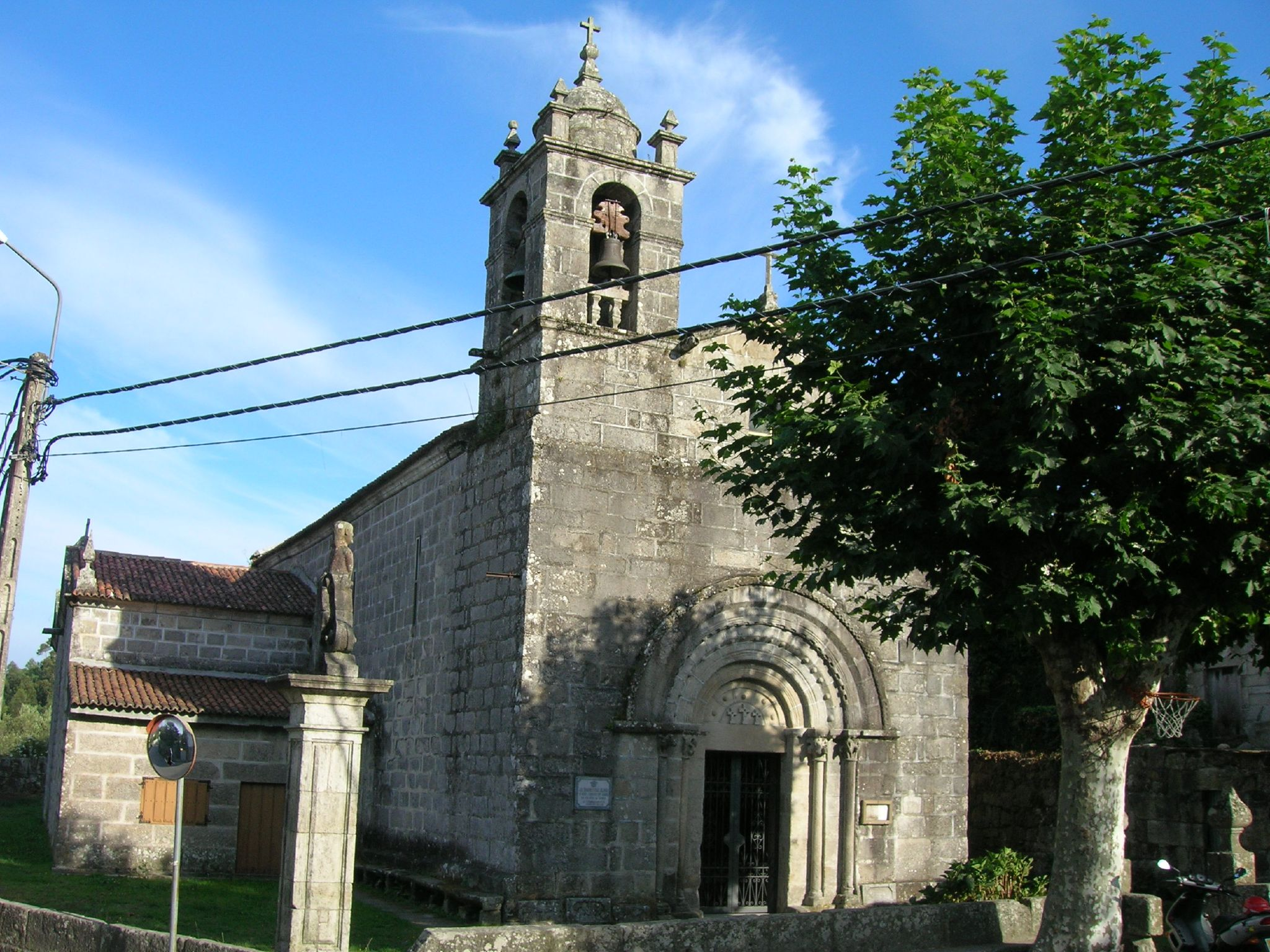
Santa Baia, Donas, Gondomar.
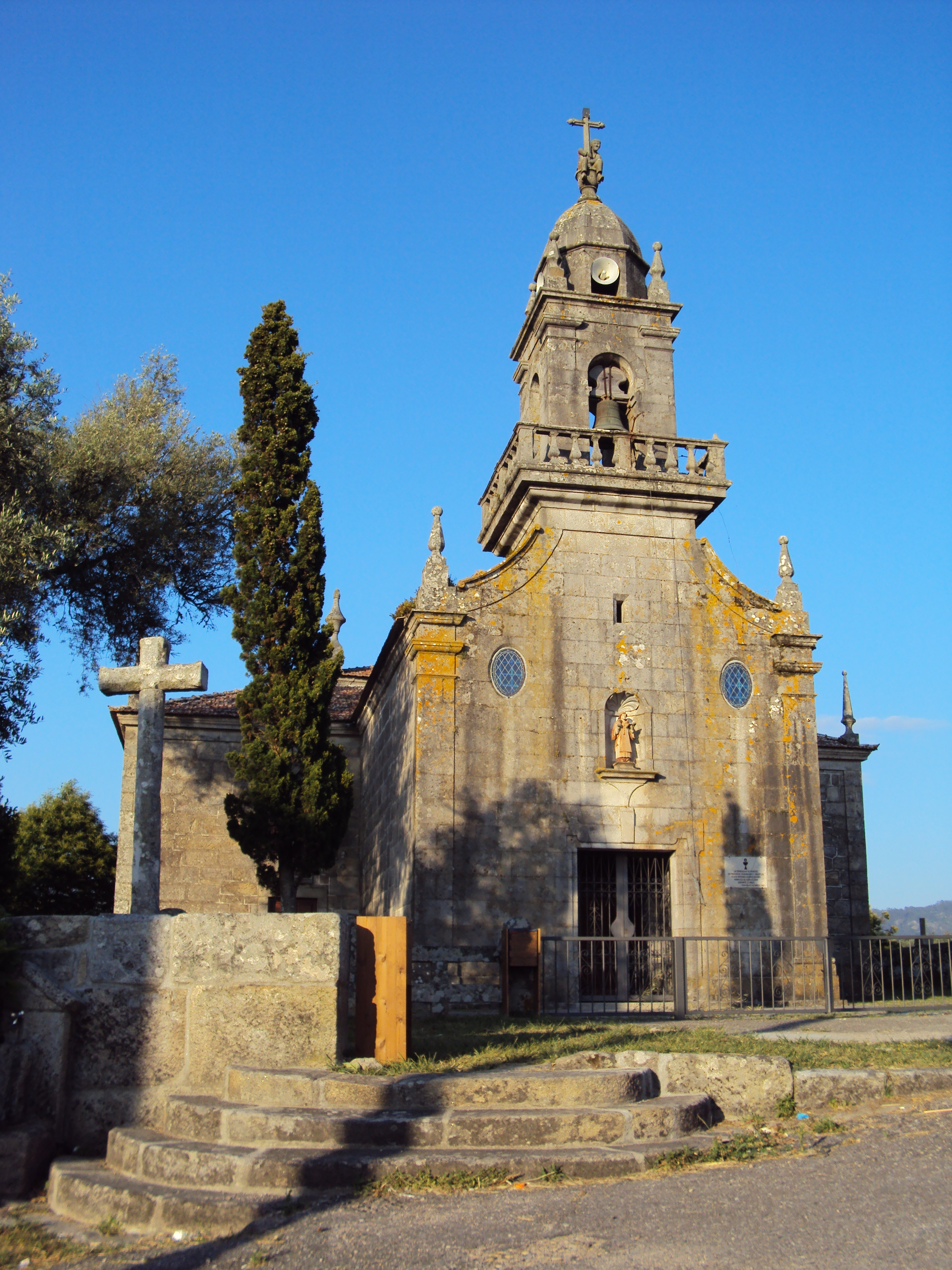
San Vicente, Mañufe, Gondomar.
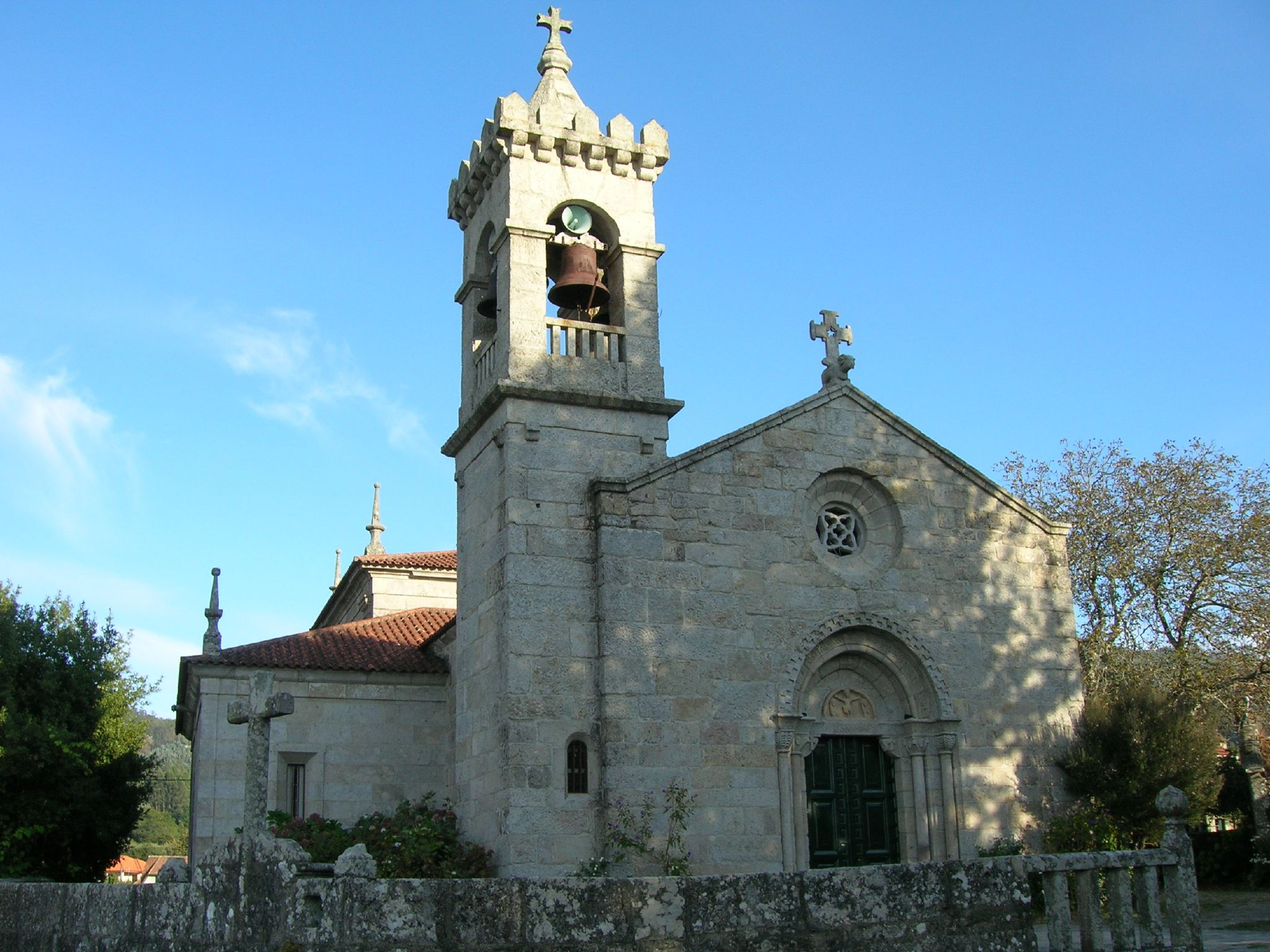
San Miguel, Peitieiros, Gondomar.